# Kabataş (Beyoğlu)
Ne doit pas être confondu avec Kabataş, district de la province d'Ordu.
Kabataş est un quartier du district de Beyoğlu à Istanbul, sur la rive européenne du Bosphore. Il contient un des principaux embarcadères d'Istanbul et le palais de Dolmabahçe.